# BURN-Proof
BURN-Proof es una tecnología incorporada por Sanyo a mediados del año 2000, su objetivo es evitar la aparición de un buffer underrun durante la grabación, de la siguiente manera:
```
SI Disco AVISA a Software_Grabador = ("Estoy enviando datos")
 Software_Grabador AVISA a Disco = ("Los recibo correctamente")
SI Disco AVISA a Software_Grabador = ("No puedo enviar datos")
 Software_Grabador AVISA a Disco = ("No hay problema, me detengo")
SI Disco AVISA a Software_Grabador = ("Ya me recupere")
 Software_Grabador AVISA a Disco = ("Continuo la grabación")
```